# L'Aldea
L'Aldea és un municipi del Baix Ebre. Està situat al sud de Catalunya a la base del triangle format pel Delta de l'Ebre, a l'extrem meridional de la Serralada del Boix.
La seva situació equidista de les dues ciutats més importants dels Països Catalans: Barcelona (175 km) i València (180 km), i la seva ubicació a l'eix que les comunica, la N-340, l'autopista A-7 i el ferrocarril, fan d'aquest municipi el més importants dels nusos de comunicacions de Catalunya, i el més important del Delta de l'Ebre.

## Geografia
- Llista de topònims de l'Aldea (Orografia: muntanyes, serres, collades, indrets..; hidrografia: rius, fonts...; edificis: cases, masies, esglésies, etc).

## Història
Les troballes més antigues de l'Aldea corresponen a una necròpolis de la darrera etapa del Neolític, situada al mas de la Palma, mas de Benita, els anys 1957-1966, i que demostren l'existència de tribus instal·lades en aquella terrassa fluvial.
De l'època de les colonitzacions dels grans pobles mediterranis, fenicis i grecs, són les peces arqueològiques trobades a la necròpolis paleoibèrica (s.VII aC) del mas de Mussols, a la finca de La Palma, a uns tres km amunt del Pont Penjat. Allí el 1996, es descobriren urnes amb ossos incinerats, les quals contenien un ric aixovar: armes de ferro, llances, dards, javelines, penjolls, cadenes, sivelles, fíbules, ceràmica fenícia i grega..., les quals es poden contemplar, la major part, al Museu del Montsià.
De l'època romana cal esmentar un mil·liari que es trobava a l'interior de l'ermita de la Mare de Déu de l'Aldea, avui desaparegut. Això fa suposar l'existència d'una ruta romana litoral, paral·lela al suposat trajecte interior de la Via Augusta.
De la invasió visigòtica i la posterior dominació àrab, ha quedat el nom ALDEA, originari de l'àrab al-dái'a, que significa llogaret, granja. A l'Aldea, hi havia un primitiu nucli de població al lloc on es troba l'ermita, que, el 1148 caigué en mans del comte Ramon Berenguer IV. Però ja abans, el 1146, el comte en feu donació a priori a Bernat de Bell-lloc, definint-lo com ipsam almuniam que est in prato Tortuose que vocatus Aldea. El 1161 ja es coneix l'existència d'una església dedicada a Santa Maria.
Al segle xviii començaren els romiatges a l'ermita per demanar pluja, els quals s'han conservat fins a l'actualitat i gaudeixen d'una gran popularitat.
A part de la torre de l'ermita, símbol del nostre municipi, hi ha a l'Aldea la torre de la Candela, situada al sud del terme municipal, en línia recta amb la de l'ermita, i, al mig, la de Burjassènia; sense oblidar, les runes de la torre de Vinaixarop, situada al nord del municipi, en zona de secà, des d'on es pot fruir d'una meravellosa panoràmica del Delta.
L'Aldea, com a poble ha viscut una evolució molt recent, i sempre lligada a la de Tortosa, a la qual va pertànyer com a pedania fins al 21 d'abril de 1983, data en què aconseguí la seva independència municipal.

## Festes i actes populars
- Festa de la Mare de Déu de l'Aldea. Se celebra el dilluns de Pasqua Granada amb una romeria, processó i correbous.

- Festes Majors. Al voltant del 15 d'agost hi ha actes populars com el correfocs, el correbous, ball a l'aire lliure, bou capllaçat.

- Festa de la Carxofa. De mitjan gener a mitjan febrer, rostida de carxofes i mostra de gastronomia popular. Els restaurants la tenen com a plat preferent

## Demografia
| 1920 | 1930 | 1940 | 1950 | 1960 | 1970 | 1981 | 1990  | 1992  | 1994  |
| ---- | ---- | ---- | ---- | ---- | ---- | ---- | ----- | ----- | ----- |
| -    | -    | -    | -    | -    | -    | -    | 3.585 | 3.557 | 3.557 |

| 1996  | 1998  | 2000  | 2002  | 2004  | 2006  | 2008  | 2010  | 2012  | 2014  |
| ----- | ----- | ----- | ----- | ----- | ----- | ----- | ----- | ----- | ----- |
| 3.563 | 3.533 | 3.546 | 3.524 | 3.473 | 3.795 | 3.966 | 4.373 | 4.530 | 4.376 |

| 2016  | 2018  | 2020  | 2022  | 2024  | 2026 | 2028 | 2030 | 2032 | 2034 |
| ----- | ----- | ----- | ----- | ----- | ---- | ---- | ---- | ---- | ---- |
| 4.250 | 4.137 | 4.147 | 4.332 | 4.471 | -    | -    | -    | -    | -    |

## Política

### Eleccions al Parlament de Catalunya del 2012
| Candidatura | Candidatura   | Cap de llista          | Vots  | Regidors | % vots |
| ----------- | ------------- | ---------------------- | ----- | -------- | ------ |
|             | CiU           | Artur Mas              | 542   |          | 31,18  |
|             | ERC           | Oriol Junqueras        | 498   |          | 28,65  |
|             | PPC           | Alicia Sánchez-Camacho | 203   |          | 11,68  |
|             | PSC           | Pere Navarro           | 182   |          | 10,47  |
|             | ICV-EUiA      | Joan Herrera           | 79    |          | 4,54   |
|             | C's           | Albert Rivera          | 37    |          | 2,12   |
|             | CUP           | David Fernández        | 36    |          | 2,07   |
|             | Vots en blanc |                        | 77    |          | 4,28   |
|             | Altres        |                        | 84    |          | 6,9    |
| Total       | Total         | 1.800                  | 1.800 |          | 61,58  |

### Eleccions municipals
Llista d'alcaldes i nombre de regidors per partit
| Junts                                                                               | -  | -   | -   | -  | -  | -  | -  | -  | -  | 6  | 6  |
| PSC                                                                                 | 0  | 0   | 0   | 0  | 0  | 1  | 1  | 1  | -  | -  | 1  |
| PP                                                                                  | 3  | 1   | 1   | 2  | 2  | 1  | 0  | 0  | -  | -  | -  |
| ERC                                                                                 | -  | -   | -   | -  | -  | 3  | 6  | 6  | 8  | 5  | 4  |
| CiU                                                                                 | -  | -   | -   | 1  | 3  | 3  | 2  | 4  | 3  | -  | -  |
| Podem                                                                               | -  | -   | -   | -  | -  | -  | -  | -  | -  | 0  | -  |
| Altres                                                                              | 8b | 10b | 10b | 8b | 6b | 3a | 2a | -  | -  | -  | -  |
| Total                                                                               | 11 | 11  | 11  | 11 | 11 | 11 | 11 | 11 | 11 | 11 | 11 |
| a Independents per l'Ebre; b Agrupació d'Electors Independents "Unitat per l'Aldea" |    |     |     |    |    |    |    |    |    |    |    |

## Edificis
- Mas de Josep d'Estorac (40° 43′ 6.916″ N, 0° 35′ 44.79″ E / 40.71858778°N,0.5957750°E)
- Masia del Barquero (40° 43′ 24.86″ N, 0° 36′ 40.32″ E / 40.7235722°N,0.6112000°E)[3]
- Museu del Vent: se centra en el vent com a fenomen meteorològic i, també, com a metàfora de temes com la llibertat, els desplaçament humans (migracions, viatges, etc.) en el temps i l'espai. Un museu necessari per a poder copsar "el vent" en un sentit ample. El Museu del Vent és una organització no governamental radicada als municipis de l'Aldea, Tortosa i Bogotà DC.
- Estació de l'Aldea - Amposta - Tortosa